# 三塘乡 (永兴县)
三塘乡，是中华人民共和国湖南省郴州市永兴县下辖的一个乡镇级行政单位。

## 行政区划
三塘乡下辖以下地区：
浪石村、徐家村、长湖村、溪尾村、玉兰村、下青村、小尾村、上青村、大路坪村、北岸村和竹溪村。